# هربرت ريتش
هربرت ريتش (بالإنجليزية: Herbert Reich)‏ هو مهندس أمريكي، ولد في 25 أكتوبر 1900، وتوفي في 2000.